# 吳岱豪
吳岱豪（1985年2月7日—）是臺灣男子籃球運動員，主打中鋒位置，現效力於超級籃球聯賽裕隆集團。

## 學生生活
吳岱豪中學時期即以超過 198 公分的身高，備受台灣籃壇注意期待他能成為台灣男子籃球隊禁區的新支柱。成為再興高中籃球校隊最年輕的先發隊員，與曾文鼎組成的內線「雙塔」陣容，幫助該校贏得2001年台灣高中籃球聯賽冠軍。同年成為中華台北男子籃球國家隊歷來最年輕的選手，此後多次代表台灣出戰國際籃球比賽。

## 職業生涯
吳岱豪曾加入社會甲組籃球聯賽達欣工程，後來轉隊，並自2003年起參加新成立的超級籃球聯賽比賽。2006年前往美國留學，並參加了一季楊百翰大學夏威夷分校於NCAA次級比賽，實際只上過一場總計26分鐘，成績乏善可陳。2007年3月，吳岱豪返台為東森羚羊效力。第四季SBL結束後，吳岱豪轉隊至台灣啤酒。第十季轉隊至台灣大。2015年吳岱豪被當時所屬球隊富邦勇士以表現欠佳為由開除，吳認為是因球隊教練調度問題才影響表現而對球團興訟。2017年台北地院查出雙方簽訂委任契約明文規定，球員若表現不符預期，球隊得予解約，因此認定富邦勇士開除吳岱豪合理，判吳敗訴。第十四季轉隊至桃園璞園建築。
2020年，吳轉為效力於P. LEAGUE+新竹街口攻城獅。因年齡最長，獲選為球隊的隊長。
2022年7月攻城獅欲導入符合球隊戰術陣型之洋將，釋出實際很少上場的吳岱豪，隨後轉戰加盟T1聯盟臺南台鋼獵鷹。2023年8月28日，臺南台鋼獵鷹宣布與吳岱豪完成續約。
2024年1月4日，臺南台鋼獵鷹與裕隆納智捷達成球員交流共識，第21季SBL吳岱豪至裕隆納智捷交流。6月25日，臺南台鋼獵鷹宣布吳岱豪回歸球隊。12月9日，吳岱豪再次因球員交流加入裕隆集團參與第22季SBL賽季。

## 生涯數據

### P. LEAGUE+

#### 例行賽
| 賽季    | 球隊           | GP | MPG   | 2P%   | 3P% | FT%   | RPG  | APG  | SPG  | BPG  | PPG  |
| ------- | -------------- | -- | ----- | ----- | --- | ----- | ---- | ---- | ---- | ---- | ---- |
| 2020–21 | 新竹街口攻城獅 | 18 | 12:26 | 53.33 | 20  | 66.67 | 1.89 | 1.17 | 0.28 | 0.39 | 2.67 |
| 2021–22 | 新竹街口攻城獅 | 28 | 09:11 | 39.47 | 40  | 42.86 | 1.5  | 0.54 | 0.43 | 0.18 | 1.5  |

## 著作
《逐夢計畫─35個點夢成真的一句話》一書中，其中一篇：〈籃球界的中鋒巨人〉，出版社：正中書局，2014年。

## 爭議事件
酒駕事件
2004年12月21日凌晨5點多騎乘摩托車在回家途中遇到警方臨檢，發現吳岱豪酒醉駕車且酒測值高達0.55，警方依公共危險罪嫌將吳函送法辦。
酒店事件
2013年12月吳岱豪遭媒體爆料和營造業小開趙有駿上酒店，並積欠兩百多萬酒錢，吳無法否認事實，但僅透過球團副領隊陳建州表示，為自己的行為向球隊以及球迷致歉。
拿球砸人
2022年2月12日，新竹街口攻城獅對上桃園領航猿的比賽第二節3分19秒時，領航猿羅賓森在爭搶籃板時手部擊中吳岱豪的臉部，導致吳岱豪一度倒地，吳岱豪起身後拿球砸向羅賓森，經裁判重播檢視吳岱豪因為拿球砸人動作被判奪權，賽後P. LEAGUE+官方裁定吳岱豪罰款新台幣5000元與加罰禁賽一場並被球隊加罰一萬元以及要到新竹校園做反暴力演講。

## 外部連結
- 吳岱豪的Facebook專頁
- 吳岱豪的Instagram帳戶
- 吳岱豪在fiba.basketball（英语）
- 吳岱豪在fiba.basketball（英语）
- 吳岱豪在archive.fiba.com（存檔）（英语）
- 吳岱豪在archive.fiba.com（存檔）（英语）
- 吳岱豪在中国男子篮球职业联赛官網
- 吳岱豪在P. LEAGUE+官網
- 吳岱豪在Basketball-Reference.com（國際）（英语）
- 吳岱豪在Eurobasket.com（球員）（英语）
- 吳岱豪在Proballers（英语）
- 吳岱豪在RealGM（英语）
- 吳岱豪在中国篮球数据库
- 吳岱豪在Flashscore（英语）